# 埃爾弗塔 (加利福尼亞州)
埃爾弗塔（英語：Elverta）是位於美國加利福尼亞州薩克拉門托縣的一個人口普查指定地區。

## 地理
埃爾弗塔的座標為38°42′50″N 121°27′46″W / 38.71389°N 121.46278°W，而該地最高點為海拔高度16米（即52英尺）。

## 人口
根據2010年美國人口普查的數據，埃爾弗塔的面積為22.900平方千米，均為陸地。當地共有人口5492人，而人口密度為每平方千米239人。